# The Pretty Little Lightning Paw
The "Pretty Little Lightning Paw" E.P. ist eine EP der kanadischen Post-Rock-Band Thee Silver Mountain Reveries, welche im Mai 2004 bei Constellation Records erschien.

## Übersicht
Der Name, welchen die Band für diese EP wählte, unterscheidet sich stark von den Namen, die sie sonst hat. Allerdings war dieser Name auch nur sehr kurz gewählt – schon beim nächsten Album nannten sie sich wieder Thee Silver Mt. Zion Memorial Orchestra and Tra-La-La-Band with Choir.
Viele der Bandmitglieder tauschten ihre Instrumente für diese EP. Sophie Trudeau zum Beispiel spielt üblicherweise Violine, spielt hier allerdings Bassgitarre. Ian Illavsky, eigentlich einer der Gitarristen, spielt hier Schlagzeug.
Als die EP aufgenommen war, wurde sie auf einem Radiorekorder abgespielt und davon noch einmal aufgenommen. Daraus ergibt sich der sehr rohe Ton der Platte.
Auf dem Song "There's a River in the Valley Made of Melting Snow" bedeutet die hebräische Zeile "baruch atta adonai" (ברוך אתה אדוני) "Segnet den Herrn".

## Kritiken
Die Internetseite allmusic vergab der Platte drei von fünf Sternen.
Brian Howe vom Internetmagazin Pitchfork Media vergab der Platte 7,6 von 10 Punkten und schreibt: "Ich weiß nicht, was die Silver Mountain Reveries für die nächste Platte auf Lager haben, aber ich glaube, mit dieser hier sind sie auf dem richtigen Weg." Außerdem schrieb er, dass der Song More Action! Less Tears! "perfekter Post-Rock in einer idealen Welt" wäre.

## Titelliste
1. "More Action! Less Tears!" – 5:20
2. "Microphones in the Trees" – 9:47
3. "Pretty Little Lightning Paw" – 10:01
4. "There's a River in the Valley Made of Melting Snow" – 5:08

Musik und Text von A Silver Mt. Zion. 

## Gastmusiker
Keine Nachnamen der Gastmusiker bekannt.
- Aimee – (schreit auf "More Action! Less Tears!")
- Chad und Nadia – Gesang (auf "Microphones in the Trees" und "Pretty Little Lightning Paw")

Produktion
- Harris Newman – Mastering